# Paradise Oskar
Axel Ehnström vagy művésznevén Paradise Oskar (1990. október 23. — ) finn énekes.
A 2011-es finn Eurovíziós válogatón a szuperdöntőbe jutott Father McKenzie-vel és Saara Aaltóval együtt. Itt a telefonos szavazatok 46,7%-át szerezte meg a Da da dam című dala, ezzel elnyerte a jogot, hogy Ő képviselje Finnországot a 2011-es Eurovíziós Dalfesztiválon Düsseldorfban. A dalfesztivál döntőjében a 21. helyet érte el.

## Fordítás
- Ez a szócikk részben vagy egészben  a   Paradise Oskar című angol Wikipédia-szócikk fordításán alapul.  Az eredeti cikk szerkesztőit annak laptörténete sorolja fel. Ez a jelzés csupán a megfogalmazás eredetét és a szerzői jogokat jelzi, nem szolgál a cikkben szereplő információk forrásmegjelöléseként.